# Bandera de les Canàries
La bandera de les Illes Canàries, oficial de la comunitat autònoma des de 1982, ve descrita segons l'Estatut d'Autonomia en el seu article sisè com:
"La bandera de Canàries està formada per tres franges iguals en sentit vertical, els colors de les quals són, a partir de l'asta: blanc, blau i groc."

## Banderes de les províncies
Les províncies de les illes Canàries, Santa Cruz de Tenerife i Las Palmas, no tenen bandera.

## Banderes de les illes

Bandera del Hierro
Bandera de La Palma
Bandera de La Gomera
Bandera de Tenerife
Bandera de Gran Canària
Bandera de Fuerteventura
Bandera de Lanzarote